# Camillo Fabbri
Camillo Fabbri (Castel Bolognese, 16 giugno 1919 – Bisceglie, 2005) è stato un calciatore e allenatore di calcio italiano, di ruolo ala.
Fratello di Edmondo Fabbri.

## Carriera

### Club
Cresciuto nel Castelbolognese, giocò in Serie A e in Serie B per il Bari. Con il Bari realizza più di cento presenze tra Serie A e Serie B e segnando 23 gol. Debutta in Serie A con la maglia del Bari il 24 settembre 1939 in Genoa-Bari 3-0, e nella stagione 1941-1942 viene promosso in Serie A vincendo il campionato di Serie B; in questa stagione divenne anche il capocannoniere del Bari con 10 reti.
Nel 1944 torna nel Bari e nella stagione 1946-1947 riuscì ad raggiungere il settimo posto in classifica; traguardo attualmente non ancora eguagliato dallo stesso Bari. Questo Bari è tuttora ricordato come la “Stella del Sud”.
In seguito milita nel Rutigliano, con cui disputa nel 1944 il Campionato dell'Italia libera (un torneo calcistico disputatosi nella Puglia liberata dalle forze alleate durante la seconda guerra mondiale) perdendo la finale con il Conversano.
Con il Verona disputa solo una stagione realizzando 4 reti nel campionato di Serie B e classificandosi secondo al Padova, prima di terminare la carriera al Bitonto.

## Palmarès

### Giocatore
- Serie B: 1

Bari: 1941-1942